# Доминик Виндиш
Доминик Виндиш (итал. Dominik Windisch; Брунико, 6. новембар 1989) италијански је биатлонац.
На Светском првенству за младе 2008. освојио је бронзану медаљу у штафети.
На Светском првенству за сениоре дебитовао је 2011. Такмичио се у појединачној трци на 20 km и заузео педесет шесто место. На Светском првенству 2012. са италијанском мушком штафетом је био четврти, а наредне године седми. На Олимпијским играма у Сочију 2014. освојио је своју прву сениорску медаљу, бронзу у мешовитој штафети. Са мушком штафетом био је пети, у спринту једанаести, у потери и масовном старту двадесет пети, а на 20 km шездесет четврти.
На Светском првенству 2015. са италијанском мешовитом штафетом заузео је седмо место. До четвртог места у масовном старту, а петог у спринту дошао је на Светском првенству 2016, а у мешовитој штафети до осмог. Део италијанских штафета био је и на Светском првенству 2017. Мешовита је освојила четврто место, а мушка пето место.
На Олимпијским играма у Пјонгчану 2018, освојио је бронзу у спринту и мешовитој штафети.
Његов брат Маркус, бивши је биатлонац.

## Значајнији резултати
Резултати на сајту ИБУ .

### Олимпијске игре
| Такмичење       | Појединачно | Спринт | Потера | Мас. старт | Штафета | Меш. штафета |
| --------------- | ----------- | ------ | ------ | ---------- | ------- | ------------ |
| 2014. Сочи      | 65.         | 11.    | 25.    | 25.        | 5.      |              |
| 2018. Пјонгчанг | 50          |        | 16.    | 17.        |         |              |